# Уранцецег Мунхбатин
Уранцецег Мунхбатин (монг. Мөнхбатын Уранцэцэг, нар. 14 березня 1990, Баян-Овоо, Монголія) — монгольська дзюдоїстка, бронзова призерка Олімппійських ігор 2020 року, чемпіонка світу та Азії.

## Виступи на Олімпіадах
| Олімпіада           | Дисципліна | Місце |
| ------------------- | ---------- | ----- |
| Лондон 2012         | до 48 кг   | 7     |
| Ріо-де-Жанейро 2016 | до 48 кг   | 5     |
| Токіо 2020          | до 48 кг   | 3     |